# حفرة القحف الخلفية
حفرة القحف الخلفية (بالإنجليزية: Posterior cranial fossa)‏ هي جزء من تجويف داخل القحف وتقع بين الثقبة العظمى وخيمة المخيخ وتضم جذع الدماغ والمخيخ.